# Borschawa (Fluss)
Die Borschawa (ukrainisch Боржа́ва; slowakisch Boržava; ungarisch Borzsa) ist ein Fluss in der Westukraine in der Oblast Transkarpatien im Einzugsgebiet der Theiß.
Die Quellen des Flusses befinden sich unterhalb des Berges Stij in einem menschenleeren Gebiet nördlich des Ortes Beresnyky im Rajon Chust in den Waldkarpaten, er fließt dann in südliche Richtung bis zum Ort Dowhe und danach in südwestliche Richtung in die Ebene, südlich vorbei an Irschawa und mündet im Ortsgebiet von Wary südöstlich der Stadt Berehowe in die Theiß.
Die Gesamtlänge des Flusses beträgt 106 Kilometer, das gesamte Wassereinzugsgebiet beträgt 1360 km².